# Mont-de-Laval
Mont-de-Laval – miejscowość i gmina we Francji, w regionie Burgundia-Franche-Comté, w departamencie Doubs.
Według danych na rok 1990 gminę zamieszkiwało 161 osób, a gęstość zaludnienia wynosiła 19 osób/km² (wśród 1786 gmin Franche-Comté Mont-de-Laval plasuje się na 583. miejscu pod względem liczby ludności, natomiast pod względem powierzchni na miejscu 529.).